# Ллин-Керриг-Бах
Ллин-Керриг-Бах (англ. Llyn Cerrig Bach, валл. Llyn Cerrig Bach) — небольшое озеро на северо-западе острова острова Англси в Уэльсе.
Известно находкой большого количества предметов железного века, обнаруженных там в 1942 году и считающихся
вотивными. Эти находки являются одним из самых важных свидетельств латенской археологической культуры, обнаруженных на Британских островах.
Первые предметы железного века были обнаружены, когда в данной местности шло сооружение базы ВВС Великобритании Велли (RAF Valley). Во время проведения работ по выравниванию земной поверхности в окрестностях Ллин-Керриг-Бах, представлявшим собой район заболоченных озёр и торфяников, при снятии слоя торфа за зубец бороны зацепилась железная цепь. Её стали использовать для вытаскивания грузовиков из ила; поскольку цепь справлялась с этим, о древности находки предположить было сложно. Однако находки продолжались, и в июле 1943 года директор Национального музея Уэльса Кирил Фокс, получив от главного инженера авиабазы сообщение о них, приступил к сбору археологических свидетельств, продолжавшемуся по 1945 год.
В результате этих работ было обнаружено более 150 предметов: железные мечи, фрагменты щитов и копий, элементы колесницы и железные колесничные колёса, бронзовая тарелка, фрагменты котла и ещё одна железная цепь, которая использовалась в качестве оков для рабов и имела 5 шейных колец. Большая часть этих предметов входит в настоящее время в экспозицию Национального музея Уэльса. По текущим оценкам, находки датируются периодом со II века до нашей эры по момент вторжения Клавдия в Британию (43 год). По высокому уровню мастерства, с которым изготовлены эти предметы, их расположению на дне водоёма, а также тому факту, что многие из них сломаны нарочно, чтобы сделать их непригодными для дальнейшего использования, они оцениваются исследователями как вотивные. Об этом их характере также косвенно свидетельствуют останки животных, которые оцениваются как свидетельства ритуальных жертвоприношений. Кроме того, по сообщениям инженера, проводившего земляные работы, в слоях торфа у Ллин-Керриг-Бах были обнаружены человеческие останки, что вполне согласуется с другими местами археологических исследований, относимыми к этому же периоду. Однако в материалах Фокса эти данные отсутствуют, полагают умалчивание этих фактов было вызвано требованиями британской военной пропаганды Второй мировой войны.
Учёные считают, что открыты были далеко не все составляющие клада Ллин-Керриг-Бах, поскольку Кирил Фокс не производил полноценных раскопок в месте обнаружения находок. Ряд аналогичных вотивных мест: в Клифтоне-на-Тренте, у Ортон-Лонгвиль рядом с Питерборо, на Темзе между Кингстоном и Батерси и многих других, позволяют, например, предположить существование на Ллин-Керриг-Бах остатков деревянной дамбы, у основания которых, как правило, сохраняется множество предметов древности. Однако, до настоящего времени озеро находится на территории авиабазы, что препятствует проведению полноценных раскопок.